# مالكوم أدو آريس
مالكوم عبدولاي آريس جالو (مواليد 12 أكتوبر 2001) هو لاعب كرة قدم إسباني محترف يلعب في مركز الجناح مع نادي ريال سرقسطة، على سبيل الإعارة من نادي أتليتيك بلباو.

## حياة مهنية
وُلِد مالكوم عبدولاي آريس جالو فيبلباو، بيسكاي، لأبٍ من إقليم الباسك وأمٍ من غينيا بيساو (وابن عمه ألفارو جالو هو أيضًا لاعب كرة قدم). بدأ آريس مسيرته محليًا مع ديستو، ودانوك بات، وإنداوشتو، وسانتوتشو، حيث لفتت موهبته انتباه أتليتيك بلباو. بعد أن لعب موسمًا واحدًا على المستوى الأول مع سانتوتشو، انضم إلى فريق "الأسود" في صيف عام 2021، عندما كان يبلغ من العمر 19 عامًا، وتم تعيينه في البداية في فريق الشباب الخاص بالنادي، باسكونيا، الذي ينافس في دوري الدرجة الخامسة الإسباني.
أدى المستوى الجيد الذي قدمه آريس، بالإضافة إلى الحاجة إلى تعزيزات في تشكيلة فريق الرديف للنادي، بلباو أتليتيك - الذي يكافح من أجل البقاء في دوري الدرجة الأولى الإسباني 2021-22 - إلى ترقيته في منتصف الموسم، واستمر في الأداء بشكل مثير للإعجاب في المستوى الأعلى (الثالث) بينما ساعد الفريق على تجنب الهبوط.
في موسم ما قبل الصيف 2022، كان آريس أحد اللاعبين الشباب الذين تم اختيارهم للتدريب والتقييم كجزء من فريق أتليتيك الأول (إلى جانب زميله المهاجم لويس بلباو وحارس المرمى أليكس باديا ). تم إدراجه ضمن البدلاء من قبل المدرب إرنستو فالفيردي في اليوم الافتتاحي لموسم 2022–23 في الدوري الإسباني، شارك لأول مرة في الدرجة الأولى كبديل متأخر لإيناكي ويليامز في الدقائق الأخيرة من المباراة ضد ريال مايوركا في سان ماميس، التي انتهت بالتعادل بدون أهداف. كان لاعبًا أساسيًا مع الفريق الاحتياطي في ذلك الموسم حيث عانوا من الهبوط من الدرجة الثالثة، وشارك في ثماني مباريات أخرى من مقاعد البدلاء نحو نهاية الموسم للفريق الأول - ومع ذلك، كان في الجانب الفائز مرة واحدة فقط حيث أفلتت النتائج من أتليتيك: فقد خسروا في نصف نهائي كأس ملك إسبانيا أمام منافسه أوساسونا وانتهى بهم الأمر خلف نفس المنافس في المركز الثامن في الدوري الإسباني، خارج الأماكن الأوروبية.
في 14 ديسمبر 2023، مدد آريس عقده مع أتليتيك بلباو حتى 30 يونيو 2027. في 30 أغسطس التالي، تمت إعارته إلى فريق الدرجة الثانية ريال سرقسطة لهذا الموسم.

## الأوسمة
- كأس الملك : 2023–24[14]